# Красная Звезда (Киреевский район)
Красная Звезда — поселок в Киреевском районе Тульской области в составе Шварцевского сельского поселения.

## География
Находится в центральной части Тульской области на расстоянии приблизительно 17 км на север-северо-запад по прямой от города Киреевск, административного центра района.

## История
Здесь (тогда поселок Оболенского района Тульской области) в 1926 году было отмечено 7 дворов.

## Население
Постоянное население составляло 34 человека (1926 год), 0 как в 2002 году, так и в 2010.